# مصطفى بن أحمد بن حسن الشطي
مصطفى بن أحمد بن حسن الشطي الحنبلي (1272هـ - 1348هـ) (1856م - 1929م) هو فقيه حنبلي صوفي، ولد في دمشق وتوفي بها . تولى الإفتاء بقضاء دوما من أعمال دمشق، فمفتيا حنبليا بدمشق.

## من مؤلفاته
- النقول الشرعية في الرد على الوهابية.
- تأييد مذهب الصوفية بالرد على الوهابية (تحقيق وتعليق: أحمد فريد المزيدي).